# Jorge García Hurtado
Jorge García Hurtado (Managua, 27 agosto 1998) è un calciatore nicaraguense, centrocampista del Walter Ferreti.

## Carriera

### Club
Ha sempre giocato nel campionato nicaraguense.

### Nazionale
Ha debuttato in Nazionale nel 2017 ed è stato successivamente convocato per la Gold Cup.